# Zhou Qunfei
Zhou Qunfei (China, 1970) es una empresaria china que fundó el principal fabricante de pantallas táctiles, Lens Technology. Después de la cotización pública de su empresa en el mercado Shenzhen ChiNext en marzo de 2015, su patrimonio neto alcanzó los 10.000 millones de dólares, lo que la convierte en la mujer más rica de China. En 2018, fue nombrada la mujer por sí misma más rica del mundo, con un patrimonio neto de $ 9,8 mil millones.

## Biografía
Zhou Qunfei nació en 1970 en Xiangxiang, provincia de Hunan, China, la menor de tres hijos de una familia pobre. Antes de que ella naciera, su padre, un ex soldado, quedó parcialmente ciego y perdió un dedo en un accidente industrial en la década de 1960. Un hábil artesano, apoyó a la familia haciendo cestas y sillas de bambú y reparando bicicletas. Su madre murió cuando ella tenía cinco años. De niña, ayudó a su familia a criar animales para sustento y pequeñas ganancias. Aunque fue la única de sus hermanos en asistir a la escuela secundaria y se mostró prometedora como una estudiante brillante, abandonó la escuela a los 16 años y se mudó con la familia de su tío para convertirse en trabajadora migrante en Shenzhen, la zona económica especial de la provincia de Guangdong. Si bien consideró brevemente buscar un trabajo en el gobierno por su estabilidad, descartó la idea, ya que la falta de un diploma dificultaría hacerlo.
En Shenzhen, eligió deliberadamente trabajar para empresas cercanas a la Universidad de Shenzhen, para poder tomar cursos a tiempo parcial en la universidad. Estudió muchas materias y aprobó los exámenes para certificarse en contabilidad, operaciones informáticas, procesamiento de aduanas e incluso obtuvo la licencia para conducir vehículos comerciales. Su mayor pesar es no haber estudiado inglés.

## Trayectoria
Aunque soñaba con ser diseñadora de moda, Zhou encontró un trabajo en una pequeña empresa familiar que fabricaba piezas de relojes por unos 180 yuanes al mes. Disgustada con las condiciones de trabajo, decidió renunciar después de tres meses y presentó una carta de renuncia explicando sus razones, pero expresando gratitud por la oportunidad de trabajo. La carta movió al jefe de la fábrica a ofrecerle un ascenso.
Cuando la fábrica cerró, estableció su propia empresa en 1993 a los 22 años, con sus ahorros de HK $ 20 000 (~ USD $ 3000). Fue su prima quien la animó a comenzar su propio negocio, y la empresa comenzó con su hermano, su hermana, sus cónyuges y dos primos, todos trabajando en un apartamento de tres habitaciones. La compañía atrajo a los clientes prometiéndoles lentes de reloj de mayor calidad. Aquí, Zhang adoptó un enfoque práctico y se involucró en todas las partes de la empresa, incluidas las reparaciones y la creación de diseños mejorados de maquinaria de fábrica. En 2001, tuvo su gran oportunidad cuando su compañía ganó un contrato rentable para fabricar pantallas de teléfonos móviles para el gigante chino de la electrónica TCL Technology. 
Zhou Qunfei ha declarado que a lo largo de los años ha iniciado un total de 11 empresas.

## Lens Technology

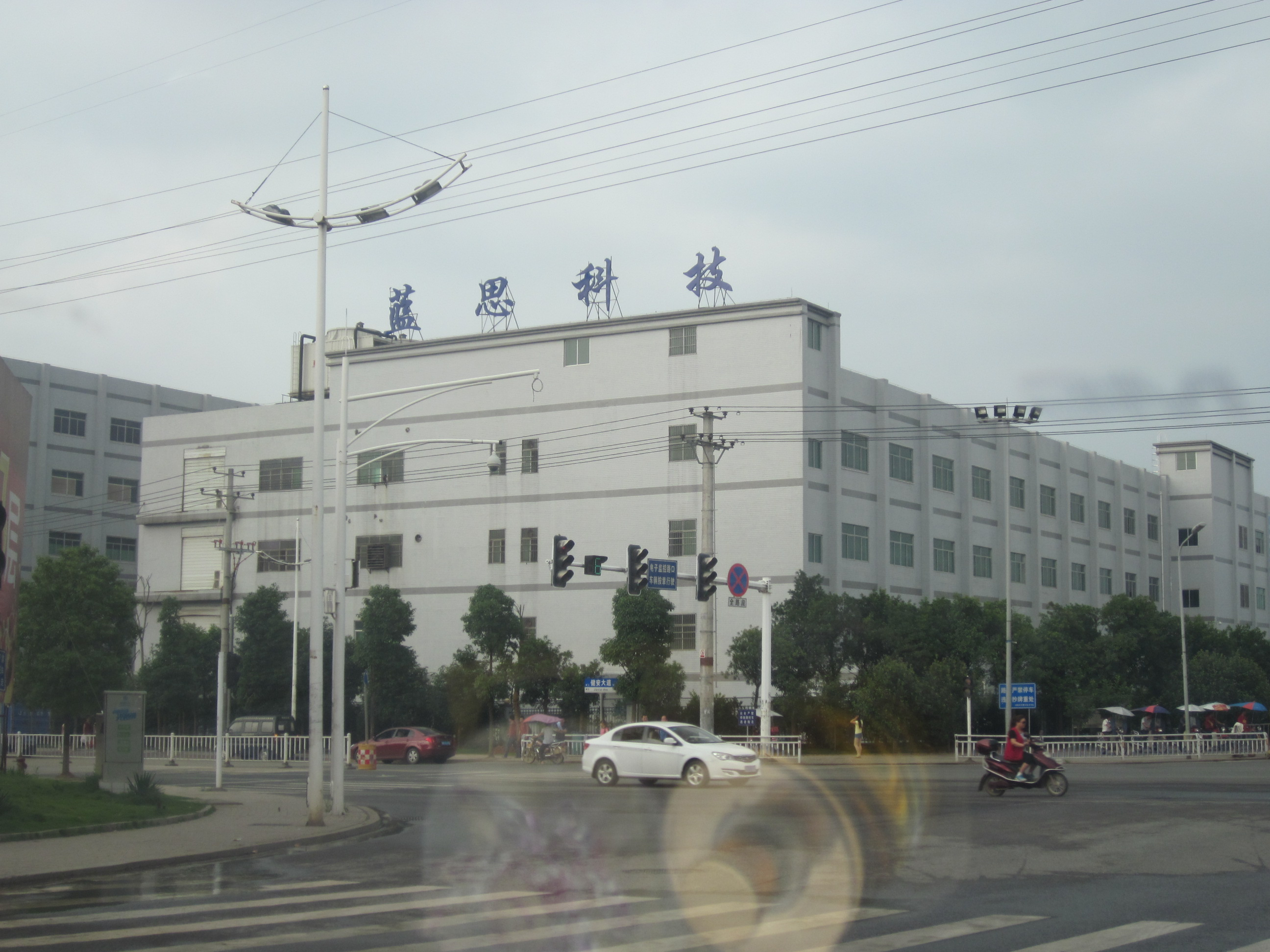
Lens technology en Liuyang, Hunan, China

En 2003, mientras producían esferas de reloj, la compañía de Zhou recibió una solicitud de Motorola para desarrollar pantallas de vidrio para su Razr V3, durante un período en el que la industria de la telefonía móvil estaba pasando de pantallas de plástico a pantallas de vidrio.
Después de esto, Zhou Qunfei inició el fabricante de pantallas táctiles Lens Technology (llamado así para que los clientes potenciales buscaran "lens" en Internet) en 2003 y la compañía pronto recibió pedidos de otros fabricantes de teléfonos móviles como HTC, Nokia y Samsung Electronics. Después de producir las pantallas táctiles para el iPhone de Apple durante su entrada al mercado en 2007, Lens se convirtió en el jugador dominante de la industria. Lens Technology ahora suministra principalmente pantallas táctiles a los principales fabricantes de productos electrónicos como Apple, Samsung y Huawei, y recibe casi el 75% de sus ingresos de Apple y Samsung. El Apple Watch utiliza pantallas de cristal de zafiro y cristal de su empresa. A partir de 2017, la compañía emplea a unas 90.000 personas, se esperaba que produjera más de mil millones de pantallas de vidrio y tiene 32 fábricas en diferentes ubicaciones.
El 18 de marzo de 2015, el 22º aniversario de la fundación de su primera start-up, Lens Technology comenzó a cotizar en el mercado de acciones ChiNext A-share de la Bolsa de Valores de Shenzhen. El precio de las acciones de la compañía subió por el límite diario del mercado de 44% el primer día y 10% los siguientes durante 13 días seguidos entre el 19 de marzo y el 2 de abril. Esto convirtió a Lens Technology en la OPV de tecnología más grande de China en el primer trimestre de 2015.

## Logros
Durante la OPV de Lens de 2015, el patrimonio neto de Zhou (que posee el 87,9% de las acciones, una participación de $ 7200 millones en julio de 2015) aumentó un 452%, destronando a Chen Lihua como la mujer más rica de China. También ocupa el puesto de la mujer más rica del mundo por sí misma y es una de las mujeres más ricas del sector tecnológico. 
Además, Zhou está en las listas de Forbes como # 61 en 2016 Power Women, # 205 en 2016 Billionaires (# 9 de los multimillonarios de Hong Kong), # 18 en China Rich List de 2015 y # 30 en 2015 Richest in Tech. Fortune (revista) la clasificó en el puesto 18 en su lista de Mujeres más poderosas de Asia-Pacífico de 2016, y es una recién llegada a la lista. Bloomberg la ha clasificado como la número 211 entre los multimillonarios del mundo.

## Vida personal
Zhou Qunfei se casó con su antiguo jefe de fábrica, tuvo una hija y se divorció.. Su hija actualmente está estudiando en el extranjero. En 2008, se casó con Zheng Junlong (郑俊龙), un antiguo colega de fábrica que actualmente se desempeña en la junta de Lens y tiene una participación del 1,4% en la empresa. En 2008, tuvo a su segundo hijo. La familia posee una propiedad de 27 millones de dólares en Hong Kong.
Zhou ha declarado que aunque considera que el trabajo es su pasatiempo, también le gusta escalar montañas y jugar a tenis de mesa.
La historia de la pobreza a la riqueza de Zhou Qunfei ha sido aclamada como una inspiración para los millones de trabajadores migrantes en China. En una entrevista con Gansu Televisión, dijo que el secreto de su éxito era el deseo de aprender.